# Barney Bigard

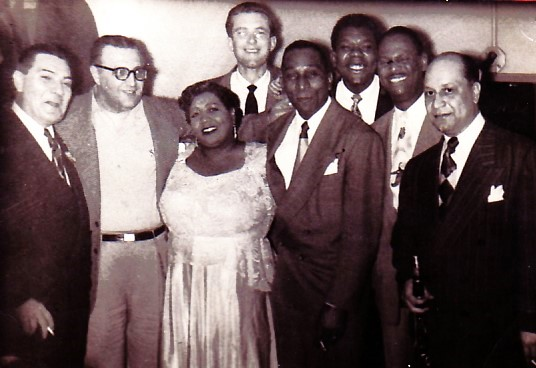
The Louis Armstrong All-Stars – od lewej: Jack Teagarden, Sandy DeSantis, Velma Middleton, Fraser MacPherson, Cozy Cole, Arvell Shaw, Earl Hines i Barney Bigard, 1951

Albany Leon Bigard, ps. „Barney” (ur. 3 marca 1906 w Nowym Orleanie, zm. 27 czerwca 1980 w Culver City) – amerykański klarnecista, saksofonista i bandlider jazzowy.

## Życiorys
Jego rodzice – Alexander i Emanuella – byli Kreolami. Miał dwóch braci – Alexandra juniora i Sidneya. Od dzieciństwa nazywano go „Barnim”. Jego stryj, Emile, był skrzypkiem jazzowym. Gry na klarnecie oraz teorii muzyki uczył się u znanego w Nowym Orleanie instrumentalisty Lorenza Tio oraz jego stryja „Papy” Tio. Początkowo jednak dał się poznać jako saksofonista tenorowy.
Po występach w kilku grupach w Nowym Orleanie przeniósł się w 1924 do Chicago, gdzie od 1925 do 1927 grał z kornecistą „Kingiem” Oliverem. Ponadto nagrywał z Jelly Roll Mortonem, Johnnym Doddsem i Louisem Armstrongiem. W 1927, po tournée z grupą Olivera, przez krótki czas występował w Charles Elgar’s Creole Orchestra i zespole Luisa Russella. Jeszcze w tym samym roku dołączył do big-bandu Duke’a Ellingtona, w którym głównie grał na klarnecie i bardzo dobrze się odnalazł. Stał się także jego filarem. Do 1931 orkiestra występowała w nowojorskim Cotton Clubie, a potem przez dziesięć lat nieprzerwanie jeździła w trasy koncertowe. W tym czasie również dokonywała nagrań. Wśród wielu zarejestrowanych utworów, w których grał, i które przeszły do klasyki jazzu, była słynna kompozycja Mood Indigo, napisana przez niego przy udziale Ellingtona. Ponadto sporadycznie nagrywał pod własnym szyldem, m.in. jako Barney Bigard and His Jazzopaters
Zmęczony ciągłymi podróżami z Ellingtonem, w 1942 zamieszkał w Los Angeles i podjął pracę w lokalnym big-bandzie pianisty Freddiego Slacka. Następnie współpracował z grającą jazz nowoorleański Kid Ory’s Creole Orchestra. W tym okresie był także muzykiem studyjnym nagrywającym ścieżki dźwiękowe do filmów hollywoodzkich. Od 1947 do 1955 grał w grupie The Louis Armstrong All-Stars, z którą znów podróżował, koncertując na całym świecie. W latach 1958–1959 współpracował z zespołem perkusisty i wokalisty Cozy’ego Cole’a, kolegi z grupy gwiazd „Satcha”. Następnie w okresie 1960–1961 ponownie grał z Armstrongiem. Po 1962 ograniczył działalność zawodową. Jednak od czasu do czasu koncertował i nagrywał z pianistami Artem Hodesem i Earlem Hinesem, oraz jako lider. Ponadto grał w zespole The Young Men from New Orleans bandżysty Johnny’ego St. Cyra. Występował z nim na parowcu bocznokołowym z epoki Marka Twaina, pływającym  w sekcji „Frontierland” Disneylandu.
W czasie kariery miał epizody kinematograficzne. W 1947 jako klarnecista pojawił się z wieloma gwiazdami jazzu w romantycznym musicalu filmowym New Orleans. Pojawiał się także w takiej samej roli, choć nieuwzględniony w napisach końcowych, w obrazach: The Strip (1951) i St. Louis Blues (1958), opowiadającym o W.C. Handym, którego zagrał Nat „King” Cole.
Zmarł w szpitalu Brotman Memorial w kalfornijskim Culver City. Miał 74 lata. Został pochowany na tamtejszym rzymskokatolickim cmentarzu Świętego Krzyża.

## Wybrana dyskografia
- 1957 Barney Bigard (Liberty)
- 1961 Barney Bigard–Claude Luter – Clarinet x 2 (Vogue)
- 1962 BBB & Co. – Benny Carter with Ben Webster & Barney Bigard (Prestige)
- 1968 Bucket’s Got a Hole in It – Barney Bigard/Art Hodes All Star Stompers (Delmark Records)
- 1971 The Metropolitan Opera House – Jam Session Vol. 3 – Jan. 26th 1944 – Louis Armstrong, Roy Eldridge, Jack Teagarden, Barney Bigard, Benny Goodman, Coleman Hawkins, Red Norvo, Art Tatum, Jess Stacy, Teddy Wilson, Al Casey, Oscar Pettiford, Sid Weiss, Sidney Catlett, Morey Feld, Billie Holiday, Mildred Bailey (Palm 30)
- 1975
  - Giants in Nice – Earl Hines/Barney Bigard (RCA)
  - From Rag to Swing – Barney Bigard with the New Ragtime Band (Evasion Disques)
- Barney Goin’ Easy – Barney Bigard and His Jazzopaters – 1937/40 (Tax)

Zestawienie wg dat wydania płyt

## Autobiografia
W 1986 nakładem Oxford University Press ukazała się jego autobiografia pt. With Louis and the Duke – The Autobiography of a Jazz Clarinetist (ISBN 978-0195204940).